# ويتينغين (سويسرا)
ويتينغين (بالألمانية: Wettingen) هي واحدة من بلديات مقاطعة بادن في كانتون أرجاو في سويسرا.

## أعلام
- يورغ كوهن
- يوهان دانيال إلستر